# Григоренко Григорій Федорович
Григоренко Григорій Федорович (нар.18 серпня 1918 м.Зіньків, Полтавщина — пом.19 травня 2007, Москва, Росія) — генерал-полковник Комітету державної безпеки СРСР (1982).

## Хронопис життя
Народився у м. Зінькові Полтавської губернії в селянській родині третім, найменшим.
Батько рано помер. Пережив голодомор 1930-х років. Працював з дитинства — пас худобу, працював на деревообробному комбінаті, ремонтував за помірну платню взуття сусідам. Закінчив семирічну школу, робітфак.
1939 року закінчив фізико-математичний факультет Полтавського педінституту. Упродовж року працював учителем у сільських школах Полтавської області.
З 1940 року — червоноармієць 442-го артилерійського полку 25-го стрілецького корпусу Харківського військового округу, того ж року був направлений на роботу в органи держбезпеки.
У 1940—1941 рр. — помічник уповноваженого Особливого відділу 151-ї стрілецької дивізії. З березня по серпень 1941 р. — співробітник Особливого відділу 4-ї повітряно-десантної бригади.
Брав участь у боях на Південно-Західному фронті, був поранений.
У 1941—1942 рр. — в Особливому відділі 14-ї саперної бригади під Сталінградом.
У 1942—1943 рр. — навчання на курсах при Вищій школі НКВС, після закінчення був призначений у 1-й (німецька) відділ 2- го управління НКВС СРСР.
У 1943—1946 рр. — у складі Головного управління контррозвідки «Смерш» Народного комісаріату оборони СРСР входив до групи з організації радіоігор із німецьким командуванням за допомогою захоплених агентів.
У 1946—1949 рр. — заступник начальника і начальник відділення 3-го відділу 3-го Головного управління (військова контррозвідка) МДБ СРСР.
У 1949—1952 рр. — начальник відділення 5-го відділу 1-го управління (зовнішньої контррозвідки) МДБ.
У 1952—1954 рр. — заступник начальника 3-го, 5-го (Східного) відділу ВДУ (контррозвідка по країнах Близького, Середнього і Далекого Сходу, Південно-Східної Азії).
У 1954—1956 рр. — 1-й заступник представника КДБ в Угорщині, де близько познайомився з послом СРСР Ю. В. Андроповим. Під час антикомуністичного народного повстання 1956 р. важко поранений.
У 1956—1959 рр. — заступник начальника і начальник 6-го відділу 2-го Головного управління КДБ, займався припиненням антирадянської діяльності емігрантських організацій.
У 1959—1963 рр. — заступник начальника відділу «Д» (Служби активних заходів) при 1-му Головному управлінні, начальник контррозвідувального відділу ПГУ КДБ.
У 1962—1963, 1966—1969 рр. — начальник, в 1963—1964 рр. — заступник начальника Служби № 2 (зовнішня контррозвідка) 1-го Головного управління.
У 1969—1970 рр. — 1-й заст. начальника, у вересні 1970 — серпні 1983 рр. — начальник 2-го Головного управління КДБ.
У 1978—1983 рр. — одночасно заступник голови КДБ СРСР.
У 1983—1989 рр. — заступник міністра загального машинобудування СРСР.
У 1989—1995 рр. — у діючому резерві КДБ СРСР на посаді заступника міністра загального машинобудування.
За його ініціативою створена Асоціація ветеранів контррозвідки «Веткон», президентом якої Г. Ф. Григоренко був з березня 2000 року до кінця свого життя.
Помер 19 травня 2007 року.

## Нагороди
- Орден Леніна
- Орден Червоного Прапора
- Орден Жовтневої Революції
- Ордени Вітчизняної війни 1-го і 2-го ступеня
- 3 ордени Червоної Зірки
- 2 ордени Трудового Червоного Прапора
- Медаль «За бойові заслуги»
- Медаль «За оборону Сталінграда»
- Медаль «За оборону Кавказу»
- Орден Шарнхорста (Німецька Демократична Республіка)
- 2 ордени «Червоного Прапора» (Монгольська Народна Республіка)
- Медаль «За службу батьківщині» золотого степеня (Угорська Народна Республіка)
- Командорський Хрест ордена Відродження Польщі
- Орден Народної Республіки Болгарії I ступеню.
- Лауреат Державної премії СРСР (1981).

## Цікаві моменти
- Загалом контррозвідник провів 183 радіогри.
- Розробив і впровадив систему комплексних взаємопов'язаних оперативних заходів управління всіма елементами контррозвідувального процесу. Саме завдяки цій системі може йти мова про «золотий вік» контррозвідки. Під час його керівництва контррозвідкою СРСР викривалося по кілька агентів іноземних розвідок на рік.
- Серед спійманих на місці злочину агентів ЦРУ були: другий секретар МЗС А. Огородник; А. Нілов, В. Калінін, співробітники ГРУ Філатов і Іванов, працівник авіаційної промисловості Петров, співробітник КДБ Вірменії Григорян, співробітник «Аерофлоту» Каноян, представник Мінхімпрому Московцев, науковий співробітник Бумейстер, працівник Зовнішторгбанку Крючков та багато інших. Під керівництвом Григоренка були захоплені на місці злочину і вислані з СРСР співробітники ЦРУ В. Крокет, М. Петерсон, Р. Осборн та інші шпигуни, які працювали в Москві під дипломатичним прикриттям.
- У документальній повісті Василя Ардаматського «Сатурна майже не видно» (1963) і знятої по ній трилогії «Шлях до “Сатурна”» (1967), «Кінець „Сатурна“» (1968) і «Бій після перемоги» (1972) викладені літературна і кіноверсія однієї з ігор, яку вів Григорій Григоренко.
- Операція КДБ з розробки американського агента — другого секретаря МЗС СРСР Олександра Огородника лягла в основу роману Юліана Семенова «ТАРС уповноважений заявити» (1979). В 1984 році по ньому був знятий однойменний телефільм, де Г. Григоренко виведений в особі генерала Федорова, якого зіграв Михайло Глузський.
- За час служби виплекав плеяду керівних співробітників, які довгий час очолювали найскладніші ділянки роботи Комітету держбезпеки (Н. А. Горбачов, В. І. Костиря, Р. С. Красильников, В. М. Прилуков, Є. М. Расщепов, У. Н. Уділов та ін.)[4].